# Сао Луис
Сао Луис (на португалски: São Luís) е град в щата Мараняо, както и негова столица в Североизточна Бразилия. Сао Луис е с население от 1 011 943 жители (2010 г.) и площ от 827,141 km². Намира се на 4 m н.в. на остров Сейнт Луис в залива Свети Марк в Атлантическия океан. Пощенският му код е 65000 – 000, а телефонният е +55 98. Първите европейци, които идват до района на града, са французи, които се опитват да създадат колония тук през 1612 г., но тя е превзета от португалци през 1615 г.

## История
Единствена столица на бразилски щат, създадена от французи.

## Икономика
Износ на желязна руда. Металургия и преработка на алуминий.

## Транспортна инфраструктура
Международно летище „Маршал Кунха Мачадо“ (преди наричано „Тиририкал“). Има две пристанища. Фериботно пристанище Итаки, 2-ро по-дълбочина след Ротердам. По жп линията се транспортира руда.

## Образование
В града има два държавни университета – UFMA и UEMA.

## Култура
В града има много поети и писатели. Известен е като „острова на любовта“. Центърът на града е обект на културното наследство на ЮНЕСКО от 1997 г. Има много сгради в центъра, облицовани с декоративни плочки, затова е известен като „градът на плочките“ и „бразилската Атина“.

## Известни личности
Родени в Сао Луис
- Раймунду Кореия (1859 – 1911), поет